# Zeche Neue Ak
Die Zeche Neue Ak ist ein ehemaliges Steinkohlenbergwerk in Essen-Altendorf. Die Zeche war auch unter dem Namen Zeche Neue Acke bekannt.

## Bergwerksgeschichte
Im Jahr 1797 wurde am Sälzer Bach eine Akeldruft (Ak) angesetzt. Diese Akeldruft befand sich auf der Hofwiese der Schemanns Mühle im Bereich unterhalb der Mühle. Angelegt wurde die Ak von Hermann Hammacher et Consorten. Zweck dieser Ak war das tiefere Abtrocknen der bereits ausgekohlten Flözteile und der alten Sälzer Ak, die auch als Devens Ak oder Gummich's Werk bezeichnet wurde. Die Akeldruft, die auch als Schemanns Adith bezeichnet wurde, wurde noch im selben Jahr weiter in östlicher Richtung aufgefahren. Im Jahr 1799 wurde die neu angelegte Akeldruft fertiggestellt, dadurch wurde die alte Sälzer Ak wird nicht mehr benötigt, zumal auch die Kohlenvorräte der Sälzer Ak zur Neige gingen. Nach dreimaliger Mutung erfolgte am 24. Januar 1800 die Belehnung auf das Flöz Dreckbank. Am 10. September desselben Jahres erfolgte die zusätzliche Belehnung für das Flöz Herrenbank. Noch im selben Jahr wurde die Gewerkschaft Neuak gebildet. Im Jahr 1802 wurde die Belehnung dahingehend erweitert, dass sie neben dem Flöz Dreckbank auch das Flöz Dreckherrenbank umfasste. Im Jahr 1803 wurde die Mutung auf das Flöz Steinbank eingelegt. Im Jahr darauf wurde die Mutung auf das Flöz Fünfhandbank, auch Fünfhandbänkchen genannt, und auf weitere nicht namentlich genannte Flöze eingelegt. Am 20. August desselben Jahres konsolidierte die Zeche Neue Ak mit der Gewerkschaft Sälzer Ak zur Zeche Vereinigte Sälzer & Neuack. Zweck dieser Konsolidation war der Abbau unterhalb der Stollensohle. Die Stollenzeche Dreck-Herrenbank sollte bis zum Übergang zum Tiefbau durch die Zeche Vereinigte Sälzer & Neuack eigenständig weiter geführt werden. Im Zeitraum vom 26. September bis zum 31. Oktober des Jahres 1806 wurde die Konsolidation staatlich bestätigt.